# Senado de Granada
El Senado (en inglés: Senate) es la cámara alta del Parlamento de Granada. Está formado por 13 miembros designados por el Gobernador General en representación del monarca granadino. Siete miembros son nombrados por consejo del primer ministro, tres por consejo del líder de la Oposición y tres por consejo del primer ministro después de haber consultado con grupos de la sociedad.
El actual Senado fue designado el 31 de agosto de 2022, después de las anteriores elecciones generales. La actual presidenta del Senado es Dessima Williams, con Norland Cox como vicepresidente.

## Composición actual
| Puesto                                                          | Senador            |
| --------------------------------------------------------------- | ------------------ |
| Presidente del Senado                                           | Dessima Williams   |
| Líder de Asuntos del Gobierno                                   | Adrian Thomas      |
| Senador del Gobierno                                            | Claudette Joseph   |
| Senador del Gobierno                                            | Gayton La Crette   |
| Senador del Gobierno                                            | Quinc Britton      |
| Senador del Gobierno                                            | David Andrew       |
| Senador del Gobierno                                            | Gloria Thomas      |
| Vicepresidente del Senado                                       | Norland Cox        |
| Senador de Oposición                                            | Katisha Douglas    |
| Senador de Oposición                                            | Neilon Franklyn    |
| Senador Independiente (Representante de Granjeros y Pescadores) | Roderick St Claire |
| Senador Independiente (Representante Obrero)                    | Andre Lewis        |
| Senador Independiente (Representante Empresarial)               | Salim Rahaman      |